# Мванза (область)
Мванза (англ. Mwanza) — одна из 30 областей Танзании. Имеет площадь 30 548 км², из которых 19 592 км² принадлежат к суше, по переписи 2012 года её население составило 2 772 509 человек. Административным центром области является город Мванза.

## География
Расположена на северо-западе страны, имеет выход к озеру Виктория.

## Административное деление
Административно область разделена на 7 округов:
- Укереве
- Магу
- Сенгерема
- Мисунгви
- Квимба
- Ньямагана
- Илемела